# Маров Василь Панасович
Василь Панасович Маров (1902, село Личево, тепер Кольчугинського району Владимирської області, Російська Федерація — ?) — український радянський партійний діяч, військовий політпрацівник, 1-й секретар Баштанського районного комітету КПУ Миколаївської області. Член Ревізійної Комісії КПУ в січні 1956 — лютому 1960 р.

## Біографія
Член ВКП(б) з 1928 року.
З 1929 року — в Червоній армії. Перебував на військово-політичній роботі.
Учасник радянсько-фінської війни 1939—1940 років. Учасник німецько-радянської війни з червня 1941 року. З листопада 1943 року — начальник політичного відділу — заступник командира 4-ї гвардійської механізованої бригади 2-го гвардійського механізованого корпусу, заступник командира 4-го гвардійського механізованого полку із політичної частини. Воював на Калінінському, Південно-Західному, Сталінградському, Південному, 3-му та 4-му Українських фронтах.
Після демобілізації — на партійній роботі.
У жовтні 1953 — березні 1959 року — 1-й секретар Баштанського районного комітету КПУ Миколаївської області.

## Звання
- батальйонний комісар
- гвардії підполковник

## Нагороди
- орден Леніна (26.02.1958)
- орден Червоного Прапора (17.12.1944)
- орден Вітчизняної війни 2-го ст. (22.03.1944)
- орден Червоної Зірки (21.05.1940)
- медаль «За оборону Сталінграда»
- медаль «За взяття Будапешта»
- медалі